# Teriakovce
Teriakovce este o comună slovacă, aflată în districtul Prešov din regiunea Prešov. Localitatea se află la altitudinea de 358 m deasupra n.m., se întinde pe o suprafață de 3,2 km2 și în 2017 număra 751 de locuitori.

## Istoric
Localitatea Teriakovce este atestată documentar din 1385.

## Demografie
| An:                | 1994 | 2004   | 2014    | 2024    |
| ------------------ | ---- | ------ | ------- | ------- |
| Număr de persoane: | 387  | 392    | 651     | 1241    |
| Diferență:         |      | +1,29% | +66,07% | +90,62% |

| An:                | 2023 | 2024   |
| ------------------ | ---- | ------ |
| Număr de persoane: | 1204 | 1241   |
| Diferență:         |      | +3,07% |